# Renaud Ier de Forez
Pour les articles homonymes, voir Renaud Ier et Renaud de Forez (homonymie).
Ne doit pas être confondu avec Renaud II de Forez.
Renaud de Forez (1226 - 1270) fut comte de Forez et par mariage seigneur de Beaujeu.
Parfois, il est confondu avec Renaud de Forez (Fils de Guigues II de Forez), son grand oncle qui était archevêque de Lyon et qui fut le tuteur de son père.

## Biographie
Il est le deuxième fils de Guigues IV et de Philippa de Dampierre.
De son mariage à la fin de l'année 1247 avec Isabelle (Elisabeth) de Beaujeu (Fille d'Humbert V de Beaujeu) et veuve de Simon II de Semur, il obtint du dot consenti par Humbert les terres de Saint-Bonnet et de Pouilly ainsi que la terre de Luzy.
Vers 1260, il succède comme comte de Forez à Guigues V de Forez, son frère qui était mort sans enfant. Il devint seigneur de Beaujeu en 1265 à la suite du décès de Guichard V de Beaujeu, fils d'Humbert mais cette succession fut contestée par Foulques de Montgascon et Aymard de Poitier et ce n'est qu'en 1269 que les droits d'Isabelle de Beaujeu et de ses enfants sur la seigneurie de Beaujeu furent reconnus par le roi Saint-Louis.
De son union avec Isabelle de Beaujeu, sont nés:
- Guigues VI de Forez (†1278)[10] qui devint comte de Forez, marié en 1268 à Jeanne de Montfort (†1300), fille de Philippe de Montfort, comte de Castres. Il revendiqua la seigneurie de Beaujeu mais la céda à son frère.
- Louis Ier de Beaujeu (†1295) qui hérita des biens de sa mère, fut seigneur de Beaujeu et Dombes et épousa en 1270 Eléonore de Savoie (†1296), fille de Thomas II de Savoie, comte de Piémont et de Béatrice de Fiesque. À ne pas confondre avec Louis Ier de Forez, comte de Forez au siècle suivant[11].
- Guichard de Forez, filleul de Guichard V de Beaujeu et qui mourut jeune[12],[13].
- Éléonore de Forez, qui épousa un certain Guillaume[14] (Parachronisme ?)

## Comte de Forez
Dès 1265, Renaud se rendit auprès du roi de France Louis IX pour prêter foi et hommage.
On note en 1268 qu'il place sous sa protection l'abbaye cistercienne de Chassagne moyennant une redevance et qu'en 1269, il fonde la châtellenie de Lent.
Il fit alliance avec les chanoines-comtes de l'église de Lyon pendant la guerre qui sévissait dans le comté lyonnais et se porta caution pour eux lors d'une trêve signée en 1269 par les différentes parties et pour laquelle Saint-Louis était un des médiateurs.